# Kyselovský les
Kyselovský les je přírodní rezervace v okrese Český Krumlov. Nachází se na Šumavě ve Vltavické brázdě mezi pravým břehem údolní nádrže Lipno a hranicí s Rakouskem, tři kilometry jihozápadně od osady Dolní Vltavice. Je součástí chráněné krajinné oblasti Šumava.
Předmětem ochrany je lesní rašeliniště s významnou květenou a zvířenou. Rašeliniště vzniklo na rozsáhlém prameništi na přítoku Rothovského potoka, na podkladu moldanubického amfibolitu a migmatizované biotitická pararuly. Ve 20. století byla odtěžena část rašeliny na úroveň spodní vody a plocha byla ponechána bez dalších zásahů.

## Přírodní poměry
Stromové patro tvoří převážně porost borovice lesní a břízy bílé, v podrostu roste klikva bahenní (Vaccinium oxycoccos), kyhanka sivolistá (Andromeda polifolia), ostřice mokřadní (Carex limosa), blatnice bahenní (Scheuchzeria palustris), rosnatka okrouhlolistá (Drosera rotundifolia) a suchopýr pochvatý (Eriophorum vaginatum), na jižním okraji se vyskytuje i zábělník bahenní (Comarum palustre), vachta trojlistá (Menyanthes trifoliata) a ďáblík bahenní (Calla palustris). Na západním okraji přechází v zapojenou podmáčenou smrčinu bez bylinného patra.
Lokalita je zajímavá výskytem reliktních druhů hmyzu, vázaných na rašeliniště, např. střevlík Menetriesův (Carabus menetriesi) a střevlíček vřesovištní, z motýlů je hojný žluťásek borůvkový (Colias palaeno).